# Curt Christophe de Schwerin
Pour les articles homonymes, voir Schwerin.
Curt Christophe, comte de Schwerin, en allemand Kurt Christoph Graf von Schwerin né le 26 octobre 1684 et mort le 6 mai 1757, est un feld-maréchal prussien qui a servi sous le règne de Frédéric II.

## Biographie
Né à Löwitz en Poméranie, il fait ses premières armes en 1704 dans l'armée des Pays-Bas contre la France, et participe aux batailles de Schellenberg et de Blenheim lors de la guerre de Succession d'Espagne. En 1707, il devient lieutenant-colonel dans l'armée du duc de Mecklembourg-Schwerin et participe aux batailles de Ramillies et de Malplaquet. Il est aux côtés du feld-maréchal suédois Magnus Stenbock à la bataille de Gadebusch, et partage en 1713 avec Charles XII de Suède sa captivité à Bendery en Moldavie. Il est nommé major-général en 1718.
En 1719 Schwerin s'oppose à l'armée hanovrienne qui envahit le Mecklembourg et entre l'année suivante au service du roi de Prusse. D'abord employé à des missions diplomatiques, il reçoit en 1723 le commandement d'un régiment d'infanterie. En 1730, il fait partie de la cour martiale chargée de juger le prince Frédéric. Il devient lieutenant-général puis en 1739 général de l'infanterie. Frédéric II le promeut à son accession feld-maréchal et lui donne le titre de comte. À la bataille de Mollwitz en 1741, il justifie le choix du souverain en transformant l'issue douteuse de la bataille en victoire éclatante qui décida du sort de la Silésie.
Après la conclusion de la guerre de Succession d'Autriche, il devient gouverneur des importantes forteresses de Brieg et de Neisse. Lors de la 2e guerre de Silésie, Schwerin commande l'armée qui, marchant de Glatz, rejoint l'armée du roi sous les murs de Prague, et s'illustre dans la prise de cette ville (10 septembre 1744). Il se retire dans ses terres peu après, mais reprend du service lors de la première campagne de la guerre de Sept Ans et est tué lors de la bataille de Prague (6 mai 1757).